# Иваницкий, Фёдор Игоревич
Фёдор Игоревич Иваницкий (1861—1929) — депутат Государственной думы I созыва от Харьковской губернии.

## Биография
Русский, православный. Дворянин Змиевского уезда Харьковской губернии.
Окончил Харьковскую 3-ю гимназию. В 1882 поступил в Харьковский ветеринарный институт, но не окончил курс из-за участия в студенческих волнениях 1882—1883.

### Народоволец
Осенью 1882 г. участник харьковской народовольческой организации. В 1883 арестован, выслан в Полтаву, где был вновь арестован, обвинялся по делу, связанному с делом В. Н. Фигнер, до 1884 находился в заключении в различных тюрьмах, в том числе и в Петропавловской крепости, затем сослан в административном порядке на 15 лет в Кокчетав Акмолинской области. Осенью 1885 г. Иваницкий бежал из Кокчетава вместе с А. Я. Энгелем.
Народоволец Б. Д. Оржих вспоминал:

Опытных людей и вполне подходящих для того, чтобы сделать их нелегальными для широкой организационной ответственной работы, не было видно вокруг в данный момент. Иваницкий, приехавший [во время побега] из Харькова, совсем не был из этого теста. Да он и заявил, что чувствует себя больным и нуждается в отдыхе. Мы дали ему адрес в Севастополь, где он не более как через три недели сам явился к властям, чтобы его отправили обратно в ссылку, что они и сделали. Возможно, что он остался оторванным от всего, не знаю, но во всяком случае такие люди в такие тяжелые моменты не годились для большого дела
В 1886 из Симферополя возвращен в Кокчетав. С 1889 рядовой в Акмолинской военной команде, затем переведен на Кавказ в Тенгинский пехотный полк.

### Земский деятель
В 1891 после окончания военной службы вернулся в Харьковскую губернию. Начал заниматься сельским хозяйством.
В 1891 году участвовал в борьбе с голодом, в 1892 — с холерой, в 1893 — с чумой рогатого скота.
С 1893 член, а с 1905 года председатель Змиёвской уездной земской управы. Харьковский губернский земский гласный. Член «Союза освобождения». Член Харьковского губернского комитета Конституционно-демократической партии (с 1905). 4—11 января 1906 г. делегат от Харьковской губернии на 2-м съезде конституционно-демократической партии.

### Депутат Государственной Думы
26 марта 1906 г. избран в Государственную Думу I созыва от общего состава выборщиков Харьковского губернского избирательного собрания. Входил в Конституционно-демократическую фракцию. Член Комиссии по исследованию незакономерных действий должностных лиц. Докладчик этой комиссии (по переданным на её заключение запросам). Подписал законопроект «Об изменений статей 55—57 Учреждения Государственной думы 20 февраля 1906».
10 июля 1906 года в г. Выборге подписал «Выборгское воззвание».

### После разгона Думы
12 сентября 1906 у Иваницкого в меблированных комнатах «Америка» на Воздвиженке с 10 вечера до часа ночи был произведен обыск. По его окончании Ф. И. Иваницкий был арестован и увезен, хотя, как сообщали «Русские ведомости» от 14 ноября 1906 г., ничего компрометирующего найдено не было.
В 1907 г. осужден по делу о Выборгском воззвании по ст. 129, ч. 1, п. п. 51 и 3 Уголовного Уложения, приговорен к 3 месяцам тюрьмы и лишен избирательных прав. Выслан из Харьковской губернии.
В апреле 1911 года оставался высланным из родной губернии.
В 1-ю мировую войну 1914—1918 уполномоченный Всероссийского союза городов на ряде фронтов.
После Февральской революции 1917 комиссар Временного правительства на Кавказском фронте. 8 августа 1917 года распоряжением правительства Ф. И. Иваницкий утвержден помощником по гражданской части генерал-комиссара Турецкой Армении.
В Гражданскую войну 1918—1922 после занятия Харькова частями Добровольческой армии генерала А. И. Деникина товарищ (заместитель) харьковского городского головы (по избранию). Один из лидеров Харьковского губернского комитета конституционно-демократической партии. 28—31 октября 1918 г. среди руководства Юго-Восточным краевым съездом кадетов в Екатеринодаре, представляя Харьковский комитет конституционных демократов. При администрации генерала П. Н. Врангеля в Севастополе входил в Бюро Временного объединения членов комитетов Партии народной свободы. 7 февраля 1919 г. Ф. И. Иваницкий избран в состав Всероссийского Национального Центра.
Эвакуирован в Константинополь вместе с армией. Возглавил Комитет помощи беженцам. Затем переехал в Югославию, член Русской парламентской группы в Белграде, председатель Комитета Красного Креста. Сторонник «новой тактики» П. Н. Милюкова. В марте 1924 организовал и возглавил в городе Суботица (Югославия) Демократическую группу конституционно-демократической партии.

## Семья
Жена — Елена Михайловна (женат на ней не позднее 20 августа 1897 года)..
Отец — Игорь Фёдорович Иваницкий, уволен в отставку майором 12 августа 1858 года от службы в Отдельном Резервном Кавалерийском Корпусе. Награждён орденом св. Анны 3 степени..
Мать — Екатерина Николаевна.
Братья — Николай (р. 1857), Михаил (р. 1863), Сергей (р. 1865), Дмитрий (р. 1866).
Сестра — Анна (р. 1859).